# Ludwig Liman
Ludwig Theodor Liman, auch Louis-Théodore Liman (* 18. November 1788 in Berlin; † 12. Dezember 1820 in Alexandria) war ein deutscher Architekt.
Er war der Sohn des jüdischen Kaufmanns und Bankiers Abraham Nathan Liebmann (1767–1837), der sich und seine Familie 1809 taufen ließ und den Namen Carl August Liman annahm. Seine Mutter war dessen Ehefrau Fradchen Liebmann, geb. Marcuse (* 1770 in Berlin; † 2. November 1844 ebendort), die sich um 1810 von ihrem Ehemann scheiden ließ und unter dem Namen Friederike Liman zum Kreis von Rahel Varnhagen von Ense gehörte.
Ludwig Theodor Liman besuchte das Französische Gymnasium in Berlin, machte anschließend dort eine Ausbildung zum Baumeister und legte 1810 sein Examen ab. Im September 1811 ging er nach Paris, um er an der Académie des Beaux-Arts bei Charles Percier zu studieren. Im November 1814 begab er sich auf eine Studienreise nach Italien. 1819 kehrte er nach Berlin zurück, wo er am 25. Mai 1820 Professor an der Bauakademie wurde.
Ihm wurde die Aufgabe übertragen, als Architekt und Zeichner die Expedition von Heinrich Menu von Minutoli nach Ägypten zu begleiten. Er begab sich am 6. Juli 1820 über Rom nach Livorno, wo er sich am 9. September 1820 einschiffte und am 7. Oktober 1820 in Alexandria eintraf. Von Minutoli war zu diesem Zeitpunkt in die libysche Wüste abgereist, wohin Liman nachreiste. Von Krankheit geschwächt kam er am 11. Dezember 1820 nach Alexandria zurück, wo er am folgenden Tag starb.